# سیستم مختصات شبکه
سیستم مختصات شبکه (سیستم NC) سیستمی است برای پیش‌بینی ویژگی‌هایی مانند تأخیر یا پهنای باند اتصالات بین گره‌ها در شبکه با اختصاص مختصات به گره‌ها. به‌طور رسمی‌تر، یک جاسازی مختصات را اختصاص می‌دهد {\displaystyle {\vec {c}}_{n}} به هر گره {\displaystyle n} در یک شبکه با استفاده از یک الگوریتم بهینه‌سازی به گونه ای که یک عملیات از پیش تعریف شده است {\displaystyle {\vec {c}}_{a}\otimes {\vec {c}}_{b}\rightarrow d_{ab}} برخی از مشخصه‌های جهت را تخمین می‌زند {\displaystyle d_{ab}} ارتباط بین گره {\displaystyle a} و {\displaystyle b} .

## استفاده‌ها
به‌طور کلی، سیستم‌های مختصات شبکه را می‌توان برای کشف همتا، انتخاب سرور بهینه، و مسیریابی با آگاهی از مشخصه‌ها استفاده کرد.

### بهینه‌سازی تأخیر
هنگام بهینه‌سازی تأخیر به‌عنوان مشخصه اتصال، یعنی برای اتصالات با تأخیر کم، سیستم‌های NC به‌طور بالقوه می‌توانند به بهبود کیفیت تجربه برای بسیاری از کاربردهای مختلف کمک کنند، مانند:
- بازی‌های آنلاین
  - تشکیل گروه‌های بازی به گونه ای که همه بازیکنان به هم نزدیک باشند و در نتیجه تجربه کلی نرم تری داشته باشند.[۲]
  - انتخاب سرورهایی که تا حد امکان به تعداد بازیکنان بیشتری در یک بازی چند نفره معین وجود دارد.
  - به‌طور خودکار بسته‌های بازی را از طریق سرورهای مختلف مسیریابی کنید تا تأخیر کل بین بازیکنانی که به‌طور فعال با یکدیگر در نقشه بازی تعامل دارند به حداقل برسد.
- شبکه‌های تحویل محتوا
  - هدایت کاربر به نزدیکترین سروری که می‌تواند درخواستی را برای به حداقل رساندن تأخیر انجام دهد.[۲]
- صدا از طریق IP
  - برای به حداقل رساندن تأخیر بین شرکت‌کنندگان فعال، سرورهای رله را به‌طور خودکار تغییر دهید.[۳]
- شبکه‌های همتا به همتا
  - می‌تواند از ویژگی‌های پیش‌بینی تأخیر سیستم‌های NC برای انجام طیف گسترده‌ای از بهینه‌سازی مسیریابی در شبکه‌های همتا به همتا استفاده کند.
- شبکه‌های مسیریابی پیاز
  - رله‌هایی را انتخاب کنید که کل تأخیر رفت و برگشت را به حداقل برسانند تا امکان داد و ستد انعطاف پذیرتر بین عملکرد و ناشناس بودن فراهم شود.[۳]
- موقعیت‌یابی فیزیکی
  - تأخیر با فواصل فیزیکی بین رایانه‌ها در دنیای واقعی ارتباط دارد؛ بنابراین، سیستم‌های NC که تأخیر را مدل‌سازی می‌کنند، ممکن است بتوانند به مکان‌یابی ناحیه فیزیکی تقریبی یک رایانه در آن کمک کنند.

### بهینه سازی پهنای باند
سیستم‌های NC همچنین می‌توانند پهنای باند را بهینه کنند (اگرچه همه طرح‌ها نمی‌توانند این کار را به خوبی انجام دهند). بهینه سازی اتصالات با پهنای باند بالا می‌تواند عملکرد انتقال داده‌های بزرگ را بهبود بخشد.

### تشخیص حمله Sybil
حملات Sybil هنگام طراحی پروتکل‌های همتا به همتا نگران کننده هستند. سیستم‌های NC، با توانایی خود در اختصاص مکان به منبع ترافیک، می‌توانند در ساختن سیستم‌هایی که در برابر Sybil مقاوم هستند، کمک کنند.

## فضای طراحی

### مبتنی بر شاخص در مقابل غیرمتمرکز
تقریباً هر نوع سیستم NC می‌تواند در پیکربندی مبتنی بر نقطه عطف یا کاملاً غیرمتمرکز پیاده‌سازی شود. سیستم‌های مبتنی بر لندمارک تا زمانی که هیچ‌یک از نشانه‌ها به خطر نیفتند، عموماً ایمن هستند، اما خیلی مقیاس‌پذیر نیستند. پیکربندی‌های کاملاً غیرمتمرکز معمولاً امنیت کمتری دارند، اما می‌توانند به‌طور نامحدود مقیاس شوند.

### تعبیه اقلیدسی
- این طراحی یک نقطه را به آن اختصاص می‌دهد {\displaystyle k} - فضای اقلیدسی بعدی برای هر گره در شبکه و تخمین ویژگی‌ها از طریق تابع فاصله اقلیدسی {\displaystyle d_{ab}=||{\vec {c}}_{a}-{\vec {c}}_{b}||} جایی که {\displaystyle {\vec {c}}_{n}} مختصات گره را نشان می‌دهد {\displaystyle n} .
- بهینه‌سازی طرح‌های اقلیدسی Embedding عموماً آسان است.
  - مسئله بهینه‌سازی برای شبکه به‌عنوان یک کل معادل یافتن پایین‌ترین حالت انرژی یک سیستم فنر-جرمی است که در آن مختصات جرم‌ها با مختصات گره‌ها در شبکه مطابقت دارد و فنرهای بین جرم‌ها نشان‌دهنده تأخیر اندازه‌گیری شده بین گره‌ها است.
  - برای اینکه این تابع مسئله بهینه‌سازی در یک پروتکل غیرمتمرکز کار کند، هر گره مختصات خود را با مختصات مجموعه ثابتی از همتایان مبادله می‌کند و تأخیرها را برای آن همتاها اندازه‌گیری می‌کند، و یک سیستم مینیاتوری فنری-جرمی را شبیه‌سازی می‌کند که در آن همه جرم‌ها نشان دهنده مختصات هستند. همتایان و هر جرم از طریق یک فنر به «جرم» خود گره متصل می‌شود که وقتی شبیه‌سازی می‌شود، مقدار بهینه تری برای مختصات گره می‌دهد. همه این به روز رسانی‌های فردی به شبکه به عنوان یک کل اجازه می‌دهد تا به صورت مشترک یک فضای مختصات پیش‌بینی را تشکیل دهد.
- قوانین فضای اقلیدسی برای درست ماندن به ویژگی‌های خاصی از تابع فاصله نیاز دارند، مانند تقارن (اندازه‌گیری از {\displaystyle a\rightarrow b} باید همان نتیجه را بدهد که از {\displaystyle b\rightarrow a}) و نابرابری مثلث {\displaystyle (a\rightarrow b)+(b\rightarrow c)\geq (a\rightarrow c)} . هیچ ویژگی شبکه دنیای واقعی به‌طور کامل این قوانین را برآورده نمی‌کند، اما برخی از آنها بیشتر از دیگران[۸] انجام می‌دهند و سیستم‌های NC با استفاده از تعبیه اقلیدسی زمانی که روی مجموعه داده‌های حاوی نقض این قوانین اجرا می‌شوند تا حدودی دقیق هستند.[۹]
- مقالات قابل توجه: GNP , PIC Vivaldi ,[۹] Pharos[۱۰]

### فاکتورسازی ماتریسی
- طراحی فاکتورهای ماتریس کل شبکه را به عنوان یک ماتریس ناقص نشان می‌دهد {\displaystyle X:\mathbb {R} _{n\times n}} کجا {\displaystyle n} تعداد کل گره‌ها در شبکه است و هر عنصر ماتریس در تقاطع بین ردیف {\displaystyle i} و ستون {\displaystyle j} از ماتریس نشان دهنده اندازه‌گیری تأخیر جهت از گره است {\displaystyle n_{i}}به گره {\displaystyle n_{j}}. هدف این است که اعداد را در مربع‌های پر نشده ماتریس با استفاده از مربع‌هایی که قبلاً پر شده‌اند، یعنی عملکرد تکمیل ماتریس.[۱۱]
- برای برآورد یک تأخیر خاص بین دو گره، این روش از محصول نقطه ای {\displaystyle d_{ab}={\vec {u}}_{a}{\vec {v}}_{b}} کجا {\displaystyle {\vec {u}}_{n}}/{\displaystyle {\vec {v}}_{n}} نشان دهنده یک نقطه در یک {\displaystyle k}- بعدی فضای محصول داخلی.
- طرح‌های سیستم NC با استفاده از فاکتورهای ماتریس به‌طور کلی پیچیده‌تر از همتایان اقلید خود هستند.
  - در نوع متمرکز، تکمیل ماتریس می‌تواند به‌طور مستقیم بر روی مجموعه ای از نشانه‌ها انجام شود که تأخیر را به هر نشانه دیگر در یک مجموعه اندازه‌گیری کرده‌اند، بنابراین یک ماتریس کامل ایجاد می‌کنند {\displaystyle X} نماینده شبکهٔ تاریخی این ماتریس را می‌توان در یک کامپیوتر واحد با استفاده از فاکتورهای ماتریس غیر منفی (NNMF) به دو ماتریس {\displaystyle U:R_{n\times r}} و {\displaystyle V:R_{r\times n}} به گونه ای که {\displaystyle UV\approxeq X}. از آنجا که ضرب ماتریس اساساً محصول نقطه ای را برای هر ردیف و ستون ماتریس‌های ورودی انجام می‌دهد، مختصات برای هر نقطه عطفی {\displaystyle j} می‌تواند توسط دو وکتور "in" و "out" نشان داده شود ({\displaystyle {\vec {u}}_{j}} و {\displaystyle {\vec {v}}_{j}}) به ترتیب از {\displaystyle j}ردیف سوم {\displaystyle U} و {\displaystyle j}ستون هفتم {\displaystyle V}. با این کار، تأخیر بین دو نقطه می‌تواند توسط یک محصول ساده نقطه ای تقریبی شود: {\displaystyle d_{ij}={\vec {u}}_{i}{\vec {v}}_{j}}. هر گره ای که می‌خواهد مختصات خود را کشف کند می‌تواند به سادگی تأخیر را به برخی از زیر مجموعه‌های تمام نشانه‌ها اندازه‌گیری کند، یک ماتریس کامل را با استفاده از مختصات نشانه‌ها دوباره ایجاد کند و سپس nnmf را برای محاسبه مختصات خود انجام دهد. سپس می‌توان از این مختصات با هر گره دیگر (نقطه عطفی یا غیر آن) برای برآورد تأخیر به هر مختصات دیگر که از طریق همان مجموعه از نقاط عطفی محاسبه شده است، استفاده کرد.[۱۱][۱۲]
  - نوع غیرمتمرکز قطعاً ساده‌تر است. برای یک گره داده شده، هدف این است که تفاوت مطلق (یا تفاوت مربع) بین تأخیر اندازه‌گیری شده برای همسالان و تأخیر پیش‌بینی شده برای همسالان را به حداقل برسانیم. تأخیر پیش‌بینی شده با همان معادله داده می‌شود {\displaystyle d_{ij}={\vec {u}}_{i}{\vec {v}}_{j}} کجا {\displaystyle {\vec {u}}_{i}}وکتور خروجی گره است {\displaystyle i} و {\displaystyle {\vec {v}}_{j}} وکتور ورودی گره است {\displaystyle j}. این هدف (یا عملکرد از دست دادن) سپس می‌تواند با استفاده از نزول شیب استوکاستک با جستجوی خط.[۱۱]
- مقالات قابل توجه: IDES,[۱۲] فینیکس،[۱۳] DMFSGD[۱۱]

### فاکتورسازی تانسور
مقالات قابل توجه: TNDP Leverage Sampling + Personal Devices

### مختصات نسبی
مقالات قابل توجه: RMF

## جایگزین‌ها
سیستم‌های مختصات شبکه تنها راه برای پیش‌بینی ویژگی‌های شبکه نیستند. همچنین روش‌هایی مانند iPlane و iPlane Nano وجود دارد که رویکرد تحلیلی تری دارند و سعی می‌کنند رفتار مسیریاب‌های اینترنتی را به صورت مکانیکی شبیه‌سازی کنند تا پیش‌بینی کنند برخی از بسته‌ها از چه مسیری جریان می‌یابند و بنابراین یک اتصال دارای چه ویژگی‌هایی خواهد بود. .